# Schwarzer Kipferl

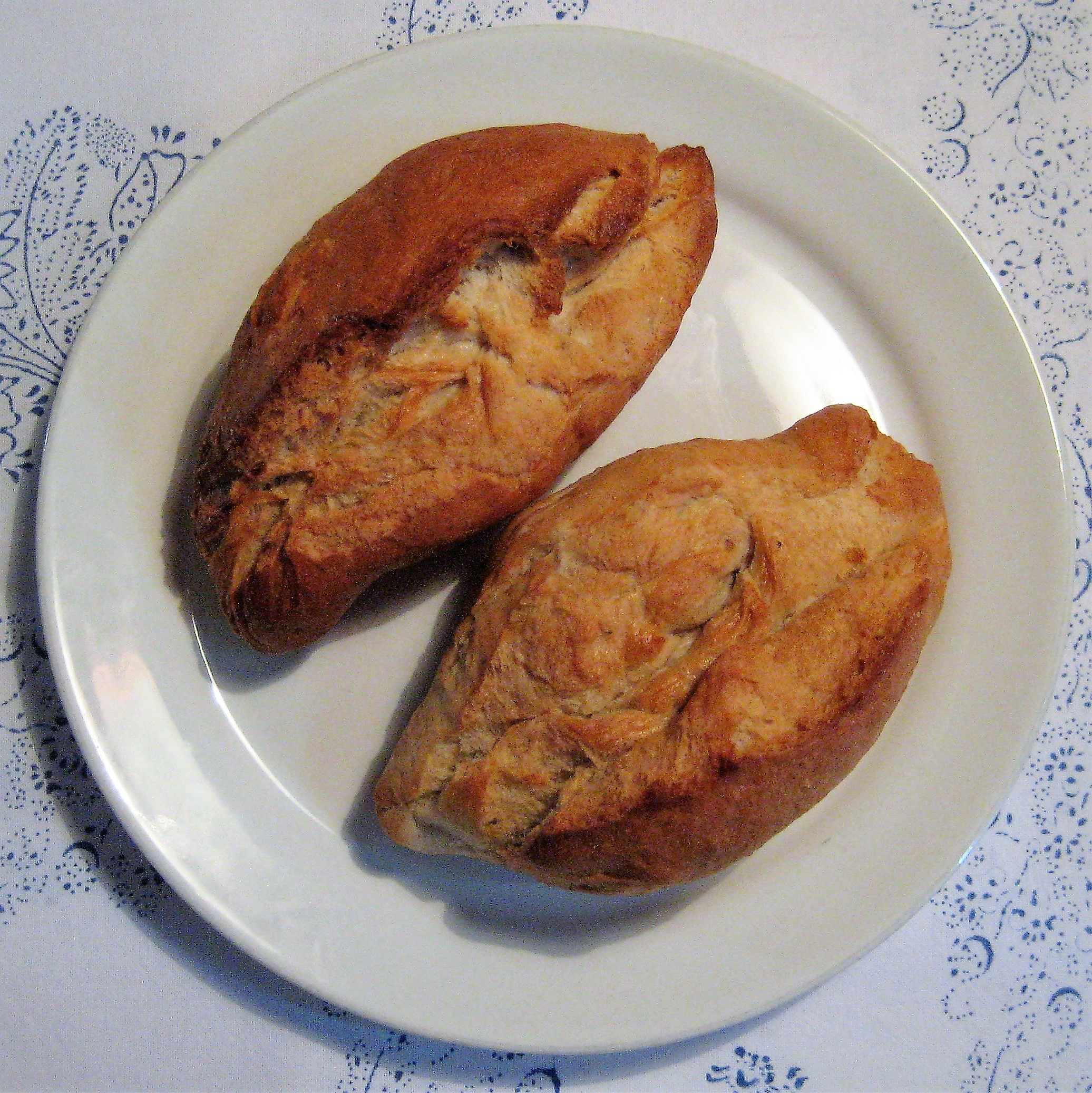
Schwarzer Kipferl.

Le Schwarzer Kipferl (en français : Kipferl de Schwarzer) est une spécialité culinaire typique de Bavière. Il s'agit d'un rouleau de carvi épicé à base de seigle et de farine de blé. Il a été inventé en 1895 selon une recette secrète par la boulangerie artisanale Schwarzer à Cham dans le Haut-Palatinat, installée ensuite en 1900 à Ratisbonne.
Il ne faut pas le confondre avec le kifli (Kipferl) friable à base de pâte sucrée ou le kifli (Kipferl) brioché.

## Caractéristiques
Ce rouleau, nommé d'après le fondateur de la boulangerie traditionnelle Johann Schwarzer, a une forme ovale allongée. Il est cuit au four pour donner une croûte craquelée et croustillante et un goût épicé. Habituellement, il est mangé avec des saucisses traditionnelles, comme la Weisswurst (saucisse blanche) ou la Knackwurst et surtout souvent avec de la Bratwurst ou de la Rostbratwurst, accompagnées de choucroute. Cette combinaison est considérée comme un « classique » du restaurant Historische Wurstkuchl de Ratisbonne et dans quantités d'autres restaurants de cette ville et des environs, ce qui signifie que ce croissant de Schwarzer est connu dans tout le pays comme une spécialité de Ratisbonne. On peut trouver le Schwarzer Kipferl dans de nombreuses brasseries et auberges bavaroises, pour être dégusté entre les repas ou comme accompagnement de divers plats,.
La boulangerie Schwarzer se trouve depuis 1900 dans la vieille ville de Ratisbonne et depuis 1917 au coin de l'Augustinergasse et de l'Ober Bachgasse dans une maison du gothique primitif, la Albrecht-Altdorfer-Haus, inscrite aux monuments historiques. En 1970, Erwin Weber a repris la boulangerie de la célèbre famille Schwarzer. En 1992, il laisse la direction à son fils Rudolf Weber, qui poursuit la tradition familiale de la boulangerie artisanale,.